# Löpande text
Löpande text, fortlöpande text eller obruten text är lösa typografiska begrepp som ungefär betyder sådan text som undviker stopp, exempelvis uppdelningar eller skiljetecken, och därmed löper på.
Det finns flera variationer av löpande text. Viss löpande text som ämnar ge information mycket snabbt kan undvika onödig vardaglig grammatik (exempelvis versalisering, punktering, bestämd artikel med mera), talspråkliga ord (såsom vissa bindeord), samt utnyttja förkortningar om möjligt. Den senare är vanlig i ordböcker, som ämnar så kortfattat som möjligt spegla ordens innebörd.

## Hellöpande text (Scriptio continua)
I nästan alla historiska skriftsystem fanns från början inte skiljetecken eller ens mellanslag och ord låg hellöpande intill varandra. Romarna kallade sådan skrift för scriptio continua, alltså ”fortlöpande eller obruten text”. Exempel: Wikipedia den fria encyklopedin → ”Wikipediadenfriaencyklopedin”.
Ett inhemskt exempel är runskriften, vilken saknade ordentligt bruk av skiljetecken fram till ungefär mitten av vikingatiden. Ytterligare förekom inte dubbelteckning alls inom äldre runskrift, inte ens mellan ord. Exempelvis skulle frasen ”jag gungade” skrivas som ”jagungade” i äldre runskrift.